# Nisaetus kelaarti
Nisaetus kelaarti е вид граблива птица от семейство Ястребови (Accipitridae).

## Разпространение
Видът е разпространен в Индийския субконтинент, от Южна Индия до Шри Ланка.